# Tevče (gmina Laško)
Tevče – wieś w Słowenii, w gminie Laško. W 2018 roku liczyła 193 mieszkańców.